# Arabissos
Arabissos (en llatí Arabissus, en grec antic Ἀραβισσός) també anomenada Tripotamos va ser una antiga ciutat de Capadòcia. Allà hi va néixer l'emperador romà d'Orient Maurici l'any 539. La ciutat és l'actual Afşin, antigament Yarpuz, a la província de Kahramanmaraş, Turquia.
En època cristiana era seu d'un bisbat sufragani del bisbe de Melitene.
Entre els seus bisbes diocesans hi havia Otreius, que va anar al Primer Concili de Constantinoble l'any 381, i Adolius, assistent al Concili de Calcedònia de l'any 451. També es coneix a Adelphi, un dels signants de la carta que l'any 458 els bisbes de la província d'Armènia II van enviar a l'emperador romà d'Orient Lleó I el Traci per protestar per l'assassinat del patriarca de Constantinoble Proteri d'Alexandria. També va ser bisbe l'escriptor Leonci, i Georgios, que va assistir al Concili de Trullo de l'any 692. Miquel el Sirià menciona diversos bisbes de l'Església Jacobita d'Arabissos que van ocupar la seu entre els segles VII i X. La llista de bisbes és coneguda per la relació que en fa Le Quien, que anomena els ocupants de la seu de l'any 361 al 692. Stephen Peter Alencastre va exercir com a bisbe titular a la seu del 1924 al 1940. Arabissos és ara una seu titular de l'Església Catòlica.
La plana d'Elbistan, va ser objecte de nombrosos combats entre els romans d'Orient i els àrabs i la vila d'Arabissos va ser destruïda l'any 951 pel hammdànida Sayf al-Dawla Ali ben Abul Haydja Abd Allah ben Hamdan. Era un lloc de peregrinació dels musulmans, ja que suposaven que s'hi localitzava la cova on van reposar els Set Dorments (Ashab al-Kahf), que tenien el seu refugi no gaire lluny la ciutat d'Elbistan. Després de la destrucció de la ciutat van seguir peregrinant a aquell lloc.